# TT-Line

Rutter, april 2023.

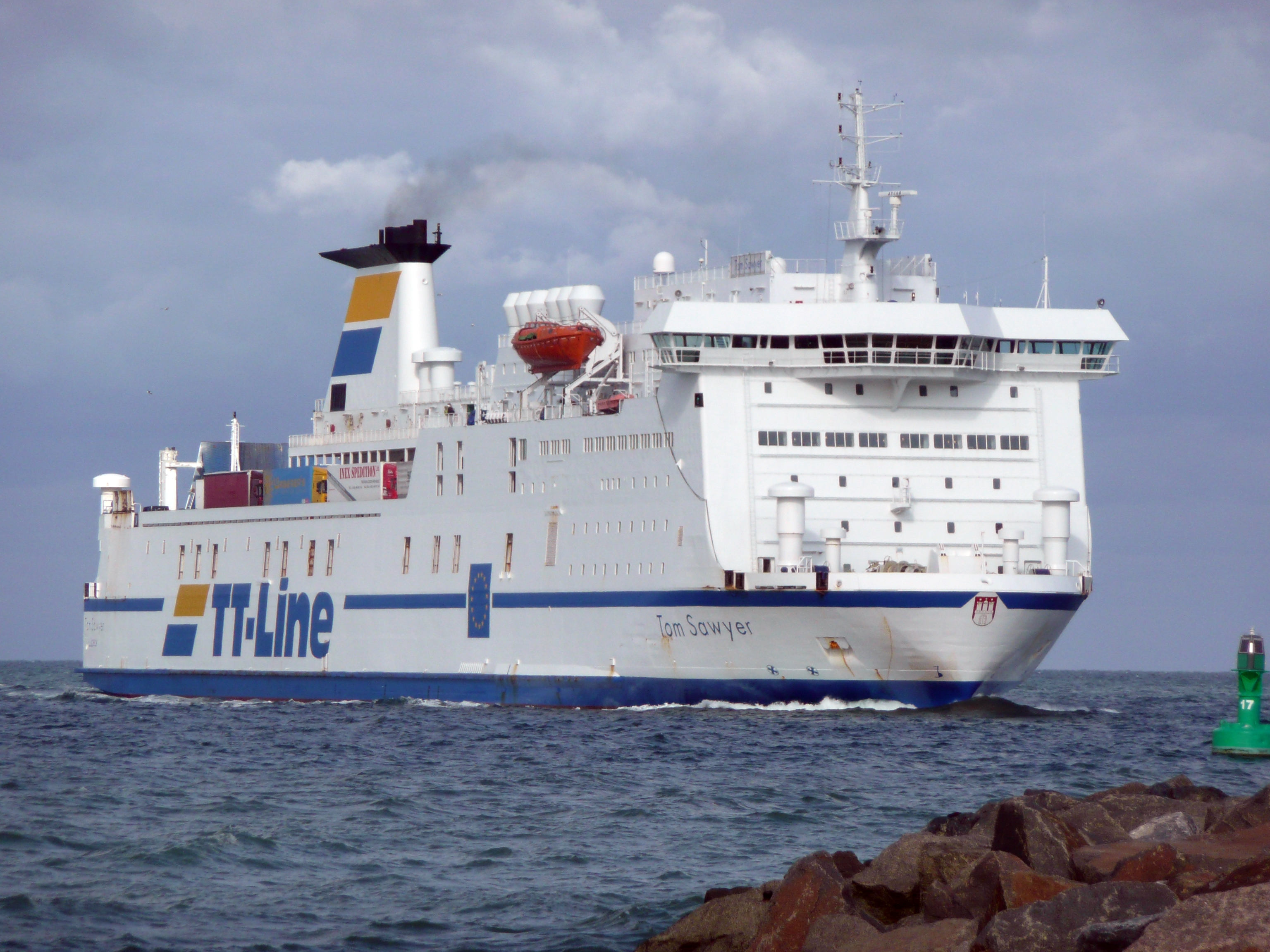
MS Tom Sawyer i Warnemünde, 2009.

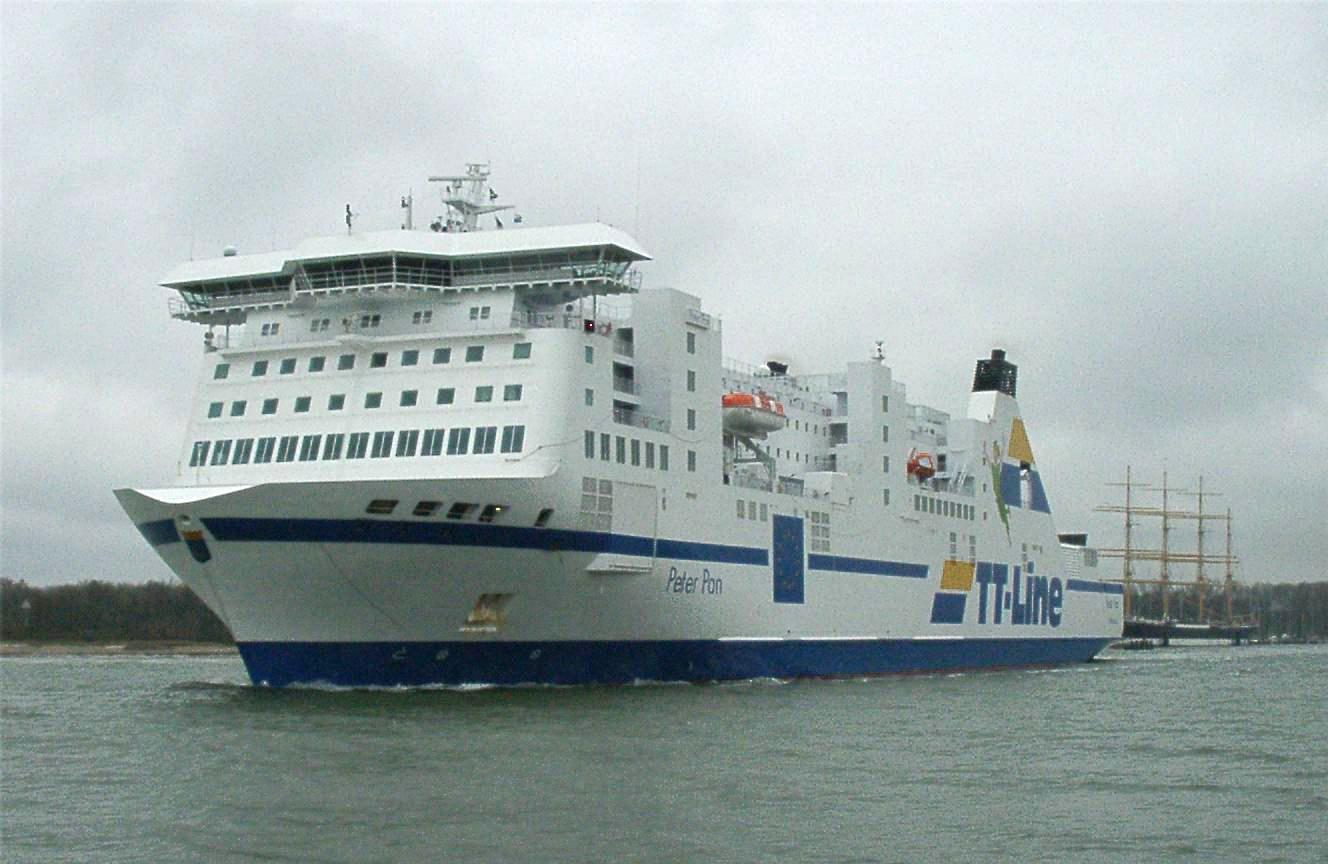
M/S Tinker Bell, tidigare M/S Peter Pan.

TT-Line är ett tyskt rederi hemmahörande i Lübeck som sedan 1962 bedrivit färjetrafik mellan Travemünde i Tyskland och Trelleborg. Från Trelleborg trafikeras linjer till Travemünde och Rostock i Tyskland, Swinoujscie i Polen och Klaipeda i Litauen. 
Åren 1988 och 1989 byggdes tågfärjorna M/S Nils Dacke och M/S Robin Hood för en planerad tågfärjeled Trelleborg-Travemünde. Båda färjorna har fortfarande sex järnvägsspår på huvudbildäck. Med Östtysklands fall innan färjelägena hade hunnit byggas, blev tågfärjeleden inaktuell och färjorna har därför blivit enbart fordonsfärjor. Samtidigt såldes M/S Peter Pan från 1986 och M/S Nils Holgersson från 1987, utan att man till gengäld erhållit systerfartygen från Olau Line, som gått konkurs. M/S Nils Dacke och M/S Robin Hood  byggdes därför om till passagerarfartyg under namnen M/S Peter Pan respektive M/S Nils Holgersson. År 2001 sattes två nya passagerarfartyg i trafik på linjen Trelleborg-Travemünde. De ersatte  M/S Peter Pan och M/S Nils Holgersson, vilka byggdes om till kombifartyg, omdöpta till Huckleberry Finn respektive Tom Sawyer för trafik på linjen Trelleborg-Rostock.
År 1978 köpte TT-Line 50% of Olau Line, och köpte resterande andel 1979. TT-Line var helägare av Olau Line, tills denna lade ned 1994.
I januari 2014 startade TT-Line trafik på Polen med M/S Nils Dacke, som då fick polsk flagg och besättning, med senare omdöpt till M/S Robin Hood och med tysk besättning och hemmahamn Emden, samtidigt som den tidigare M/S Robin Hood döptes om till M/S Nils Dacke och fick polsk besättning och hemmahamn Limassol på Cypern. 
I juni 2018 startades linjen till Klaipeda i Litauen.

## M/S Marco Polo på grund
På morgonen den 22 oktober 2023 grundstötte TT-Lines fartyg M/S Marco Polo strax söder om Karlshamn på grundet Plantbåden. 
Grundstötningen var så pass kraftig att det gick hål i skrovet och stora mängder olja läckte ut och drev mot Pukaviksbukten. 75 personer fick evakueras av bland annat Sjöräddningssällskapet.
Den 29 oktober 2023 gick M/S Marco Polo på grund igen efter att ha lossnat och drivit ca 1 kilometer

## Rutter (från april 2023)[3][4]
- Trelleborg–Rostock (3 gånger dagligen)
- Trelleborg–Travemünde & Trelleborg–Rostock–Travemünde (3 gånger dagligen)
- Trelleborg–Świnoujście (1–2 gånger dagligen)
- Trelleborg–Klaipéda och Trelleborg–Karlshamn–Klaipéda (5 gånger i veckan)
- Karlshamn–Klaipéda (6 gånger i veckan)

## Fartyg[5]
- M/S Akka (byggd som Nils Holgersson, Lübecks stadsvapen i bogen)
- M/S Tinker Bell (byggd som Peter Pan, inget bogmärke efter förlängningen 2018)
- M/S Robin Hood (byggd som Nils Dacke, hemmahamn Emden (tidigare Szczecin, Trelleborg & Nassau), inget bogmärke)
- M/S Huckleberry Finn (byggd som Nils Dacke, därefter Peter Pan, hemmahamn Trelleborg, Trelleborgs stadsvapen i bogen)
- M/S Tom Sawyer (byggd som Robin Hood, därefter Nils Holgersson, hemmahamn Limassol (tidigare Rostock & Hamburg), Hamburgs stadsvapen i bogen)
- M/S Nils Dacke (byggd som Robin Hood, nu med hemmahamn Limassol, men tidigare Hamburg och med Hamburgs stadsvapen i bogen]
- M/S Nils Holgersson, levererad 2022
- M/S Peter Pan , levererad 2023
- M/S Marco Polo